# Linde (Lena)
De Linde (Russisch: Линде of Линдя; Lindja, Jakoets: Лииндэ; Liinde) is een 804 kilometer lange rivier in de Russische autonome republiek Jakoetië. Het is een linkerzijrivier van de Lena. Het stroomgebied omvat ongeveer 20.000 km².

## Loop
De rivier ontspringt iets ten noorden van de noordpoolcirkel op een hoogte van ongeveer 300 meter in het oostelijk deel van het Midden-Siberisch Bergland. In de bovenloop stroomt het door een nauw rotsachtig dal met stroomversnellingen, om al snel de noordwestelijke rand van de Centraal-Jakoetische Vallei te bereiken. Hier begint de rivier sterk te meanderen en vervolgt haar weg in de richting van het zuiden tot zuidoosten. In de benedenloop neemt de breedte toe tot ongeveer 50 meter bij een diepte van slechts 1 meter, hetgeen tot aan de monding zo blijft. De stroomsnelheid bedraagt hier 0,2 m/sec. In de benedenloop buigt de rivier af naar het oosten en mondt kort daarna op een hoogte van 46 meter uit in de Lena.
De belangrijkste zijrivieren zijn vanaf de bron de Sebirdjoch (148 km), de Serki (209 km) en de Delingde (201 km), die allen vanaf de linkerzijde in de rivier stromen. In de midden- en benedenloop bevinden zich ruim 6000 meren met een totale oppervlakte van 600 km². De rivier is bevroren van begin oktober tot de tweede helft van mei.

## Gebruik
De ondiepte van de rivier maakt deze ongeschikt voor de scheepvaart. De rivier doorstroomt over haar hele lengte door een goeddeels onbewoond gebied zonder enige nederzettingen en grotendeels ook zonder infrastructuur. De enige verbinding over de rivier is een winterweg (dus zonder brug) tussen de stad Viljoejsk en het dorp Zjigansk.